# Philip Hecker
Philip Hecker (* 19. Januar 2002) ist ein deutscher Basketballspieler.

## Laufbahn
Hecker stammt aus Schmitten im Taunus und spielte als Jugendlicher beim MTV Kronberg. Sein Bruder Felix Hecker ist ebenso Basketballspieler und spielt bei den Frankfurter Skyliners. Ihre Mutter Caren Jungjohann war Hockeynationalspielerin und gewann 1992 die Silbermedaille bei den Olympischen Sommerspielen. 2020 wechselte Hecker zu den White Wings Hanau, wo er zum ersten Mal in der 2. Bundesliga Pro B eingesetzt wurde. Parallel spielt Hecker im 3x3 in der deutschen U23/-U21-Nationalmannschaft und wurde 2022 in dieser Spielart deutscher Meister. In der Sommerpause 2023 schloss er sich dem ersten Bundesligisten Ratiopharm Ulm an, bei welchem er einen Doppellizenzvertrag unterschrieb. In der Ulmer Bundesligamannschaft kam er nicht zum Einsatz, Hecker spielte ausschließlich in der 2. Bundesliga ProB für die OrangeAcademy.
Im Sommer 2024 verließ er Ulm und ging zum Bundesliga-Absteiger Tigers Tübingen.